# Jain (cantant)
Jeanne Louise Galice (nascuda a Tolosa de Llenguadoc, França, el 7 de febrer de 1992), més coneguda pel seu nom artístic Jain, és una cantant i compositora de pop, electro i world music. El seu estil està molt influït pels indrets on va viure la seva infància i adolescència (Dubai, República Democràtica del Congo i Abu Dhabi). Va debutar l'any 2015 amb l'àlbum Zanaka, que va assolir el triple disc de platí a França (gener 2017). El primer single del disc, anomenat Come, va ser un èxit internacional. L'agost de 2018 va treure el seu segon àlbum, Souldier, el single de presentació del qual, Alright, es va llançar el 26 de juny de 2018.

## Biografia

### Infància i joventut
Jeanne Louise néixer a Tolosa de Llenguadoc, França, el 7 de febrer de 1992. El seu pare treballava en una companyia petroliera, fet que va fer que la família hagués de canviar de residència en vàries ocasions. Quan tenia nou anys, la família es mudà a Dubai, on Jeanne va viure tres anys i aprengué a tocar la darbukka i la tabla. A continuació va viure quatre anys a Pointe Noire, Congo-Brazzaville, on va descobrir la seva passió per les melodies ballables. Més tard, als disset anys, va passar un any a Abu Dhabi, on formà una petita banda de versions d'Amy Winehouse i Lady Gaga, abans de mudar-se novament a París, on s'apuntà durant un any a una escola d'art, mentre es decidia sobre si el seu futur era a la música o bé al disseny gràfic.

### Inicis
Entre els catorze i els disset anys, Jain va començar a compondre cançons de demostració a Pointe-Noire, Congo-Brazzaville, on va conèixer a Mr.Flash, un músic local que li ensenyà a gravar música a casa i a pujar les seves cançons a Myspace. Gràcies a aquesta plataforma, Dready es va fixar en ella i es va convertir en el seu manager, fins al dia d'avui. Yodelice també va escoltar les seves cançons i va convidar a Jain a trobar-se a París, on van començar a treballar junts, fet que va impulsar la carrera de Jeanne.
Jain va participar com artista de suport a la gira de Yodelice. Van aparéixer junts al programa de televisió Taratata l'any 2013 on van tocar una cover de "Redemption Song".

### 2015-2017:Hope EPiZanaka
Yodelice es va convertir en el productor de Jain, i junts van treballar en el seu primer EP, Hope. Va ser llançat el 22 de juny de 2015 i incloïa quatre cançons, entre les quals el single "Come" que va obtenir un èxit considerable a França i Espanya. El videoclip va ser publicat el 2 de juny de 2015 al canal oficial de Jain a YouTube. Al Novembre de 2016, "Come" va aconseguir el disc de diamant a França. La cançó va ser utilitzada per anunciar la campanya de tardor del 2016 dels grans magatzems El Corte Inglés. També va ser utilitzat com a jingle pel canal de televisió Polsat i va ser inclòs a la sèrie nord-americana Santa Clarita Diet.
L'any 2015, Jain actua al Solidays Festival, el BIG Festival (Biarritz International Groove) a Biarritz i al Bebop Festival.
El seu primer álbum, Zanaka, va ser llançat el 6 de novembre del 2015. "Zanaka" significa "nen" a Madagascar, en honor de la seva mare qui és d'origen franc-malgaix. Zanaka va ser certificat com disc d'or a França el febrer de 2016, després d'haver venut més de 50.000 còpies.
Al 2016 va ser nominada als Victoires de la Musique Awards a la categoria d'"Album Révélation" pel seu àlbum Zanaka.
L'1 de febrer de 2017 va aparèixer a The Late Show with Stephen Colbert. El 25 d'abril de 2017 va aparèixer a Later... with Jools Holland.
Al 2018 va ser nominada als Premis Grammy a millor videoclip pel videoclip del seu single “Makeba”.

### 2018-present:Souldier
El 25 de maig del 2018, es va publicar Alright, el primer senzill de Souldier, el seu segon àlbum d'estudi, que va ser llançat el 24 d'agost del 2018. El seu corresponent videoclip va sortir el 25 de juny de 2018.
El títol, la portada i la lista de cançons de l'àlbum es van anunciar el 29 de juny del 2018. El títol de l'àlbum és un joc de paraules en anglès, entre soul (ànima) i soldier (soldat) : Souldier.
El 17 d'agost del 2018 es va llançar Souldier com a single promocional de l'àlbum. La cançó va ser inspirada pel tiroteig al club nocturn d'Orlando i descriu un soldat que busca la redenció.
L'abril del 2019, Jain va actuar al Coachella. El 19 d'abril del 2019, publica el single Gloria. La cançó personifica la glòria i la descriu quelcom que t'encisa i desvia l'atenció del que realment és essencial.
El 7 Juny del 2019, Jain actua a la cerimònia inaugural de la Copa Mundial Femenina de Futbol 2019 on canta Gloria, Makeba i Heads Up.